# تشارلز سيمز
تشارلز سيمز (بالإنجليزية: Charles Sims)‏ هو رياضياتي أمريكي، ولد في 1938 في إلخارت في الولايات المتحدة، وتوفي في 23 أكتوبر 2017 في سانت بيترسبرغ في الولايات المتحدة.